# 奧氏梭鱈
奧氏梭鱈，為輻鰭魚綱鱈形目鼠尾鱈科的其中一種，分布於東南大西洋及西印度洋海域，屬深海底棲性魚類，深度120-1153公尺，體長可達22公分，棲息在底層水域，生活習性不明。

## 扩展阅读
維基物種上的相關：奧氏梭鱈